# Alstroemeria recumbens
Alstroemeria recumbens este o specie de plante monocotiledonate din genul Alstroemeria, familia Alstroemeriaceae, descrisă de Herb.. Conform Catalogue of Life specia Alstroemeria recumbens nu are subspecii cunoscute.